# Subversion
Pour les articles homonymes, voir Subversion (homonymie).
La subversion (du latin subvertere, « mettre sens dessus dessous ; bouleverser, détruire ») est un processus d'action sur l'opinion, par lequel les valeurs d'un ordre établi sont contredites ou renversées. C'est une technique d'affaiblissement du pouvoir et de démoralisation des citoyens fondée sur la connaissance des lois et de la psychologie dont l'aboutissement est l'effondrement de l'État sur lui-même.

## Histoire
Historiquement, la subversion est issue d'anciens stratagèmes de guerre visant à répandre de l'information démoralisante sur le territoire de l'adversaire. En politique, la subversion apparaîtra dans le genre du pamphlet qui est développé par Cicéron (les Philippiques) dans le but de déconsidérer le pouvoir et de le faire s'écrouler par le verbe. Ce genre est largement développé au XVIIIe siècle par les Lumières pour déstabiliser le pouvoir royal. La subversion prend un nouvel envol au XXe siècle avec le développement de la propagande et des techniques de guerre psychologique. Celles-ci, d'abord utilisées au cours des deux conflits mondiaux, sont largement employées en politique, et ce particulièrement au cours de la guerre froide par le bloc soviétique en occident.

## Explication
La subversion peut être appliquée dans de nombreux domaines : politique, militaire, social, culturel, artistique, religieux, moral, sexuel, etc. Elle constitue souvent un outil utilisé pour déstabiliser ou renverser un système, par exemple, dans le cadre d'une révolution ou bien d'une guerre, afin de fragiliser l'ennemi de l'intérieur. Elle peut faire partie d'une stratégie bien déterminée. Par exemple, elle a beaucoup été utilisée pendant la guerre froide entre les États-Unis (et ses alliés) et l'URSS (et ses alliés). À moindre dose, elle peut aussi servir à modifier les valeurs d'un système en les remettant en cause. De par sa nature, la subversion est souvent l'objet de censure et de répression.